# Bozovici, Caraș-Severin
Bozovici este satul de reședință al comunei cu același nume din județul Caraș-Severin, Banat, România.

## Bozovici - reflexe în spațiu și timp
Într-o țară "cu țări" , Țara Almăjului este o zonă bine individualizată, fie pentru că Dumnezeu a așezat-o într-o mirifică alcătuire geografică, fie pentru că oamenii ei au știut să-i construiască o personalitate aparte, să-i cultive cu grijă moștenirile și să-i creioneze atent fiecare zi de mâine.

Depresiune intramontană străjuită de cleanțuri, dacă nu semețe prin altitudine, atunci impresionante prin desenul pantelor și cromatica de argint vechi a pietrei, Almăjul a văzut în localitatea Bozovici centrul său geo-spațial și administrativ, spre care localnicii își vor fi îndreptate fie speranțele de apărare a drepturilor cu greu câștigate, fie cele privind viitorul copiilor lor, adus cât mai aproape de casă, nu risipit spre alte zări dinspre care tinerii să nu mai vadă locul de baștină, să nu se mai poată identifica și regăsi în el.

## Cadrul geografic
Localitatea Bozovici este așezată la 45 de grade latitudine nordică și la 22 de grade longitudine estică și la o altitudine de 250 m.

Localitatea este încadrată de Munții Almăjului și Aninei, având în apropiere două înălțimi muntoase distincte: Gosna, la poalele căreia este și poiana cu același nume, și Bigarul, acolo unde se afla cunoscuta cascadă și punctul care este marcat pentru trecerea paralelei de 45 de grade.

În județul Caraș-Severin, satul Bozovici ocupă o poziție central-sudică. Prin localitate trece râul Miniș, principalul afluent al râului Nera, care trece prin imediata apropiere a comunei.

Între toate dealurile care înconjoară Bozoviciul, Crîstul (denumirea vine de la Crist), supranumit și "Dealul Calvarului" are o semnificație aparte pentru localnici din cel puțin trei motive: pe vârful lui, la 340m înalțime sunt trei cruci de piatră așezate acolo în secolul XVIII de către comunitatea catolică; de pe Crîst este o panoramă completă și impresionantă a localității și în general a Văii Almăjului; de mulți ani, pe vârful dealului Crîst se adună localnici în noaptea Învierii și aprind focuri mari la miezul nopții.

Căile de acces spre Bozovici sunt exclusive rutiere, principalul drum fiind DN-57 dinspre Anina și Reșița. Se mai poate intra în Bozovici și dinspre Iablanița, deviind de la E-94 (Timișoara-București), pe DN-57B, iar dinspre sud, de la Dunare, de la Șopotu Nou prin Dalboșeț, se ajunge la Bozovici pe DJ-13.
 
Bozovici are o climă plăcută, fără vânturi puternice, cu o temperatură medie anuală de 9-11 grade, iar cantitatea de precipitații anuale ajunge la valoarea de 700 mm.

## Istorie

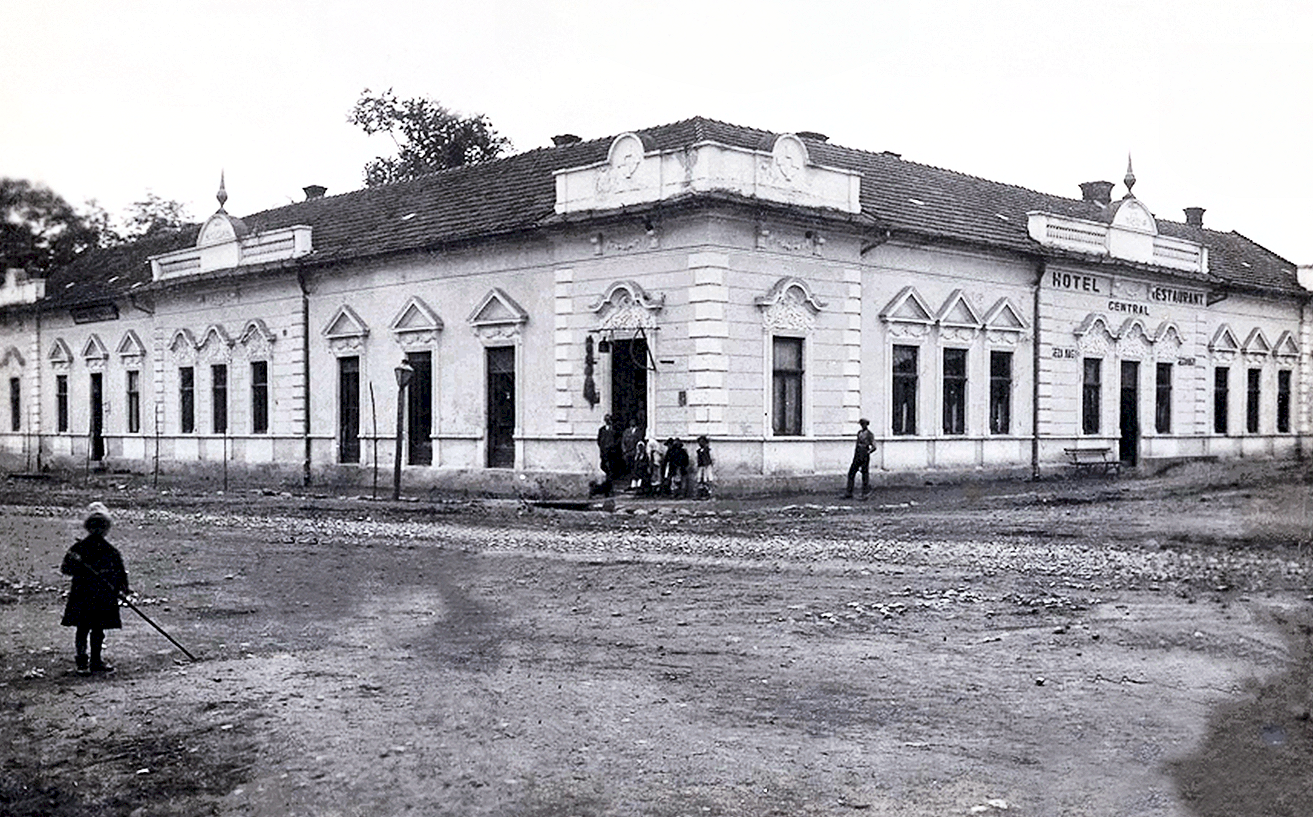
Bozovici, Piață centrală cu hotel și restaurant, pe la 1900

Etimologia cuvântului Bozovici, atât în tradiția locală cât și după unele date cu caracter științific, vine de la cuvântul "boz" o plantă care se pare că creștea din abundență în zona actuală a comunei Bozovici. Printre localnici mai circulă legenda potrivit căreia, la umbra tufelor de boz pășteau oile unui cioban bătrân și orb. Acesta a coborât cu tot avutul lui de la Poiana Pădijel și le-a spus fiilor care-l duceau de mână: "Taică, aici să vă așezați, că urșii și lupii nu vin ca să vă omoare oile".

Epoca străveche este atestaă prin ciocanul de piatră șlefuită găsit la Bozovici (Loneștea) în 1966 de prof. Marin Jurchescu și predat la Muzeul de Istorie al Banatului din Timișoara. Datarea este din neolitic.

Perioada daco-romană a coincis cu o dezvoltare în primul rând de natură economică din moment ce avem mărturii precum cetatea romană de lângă cimitirul catolic, (obiectiv arheologic necercetat încaă), o piatră cu inscripție romană aflată la "cetate" și predată la Muzeul de Istorie din Timișoara.

Ca atestare documentară, potrivit istoriografiei maghiare, anul este 1484, atunci este pomenit ca proprietar al localității și ca trimis al lui Matei Corvin în zonă pe Lazarus de Bohowitz sau Lazăr de Bozovici. De la numele acestuia se pare că ar deriva și denumirea localității Bozovici.

Bozoviciul devine un centru tot mai important în Valea Almăjului, mai ales din punct de vedere militar și economic. De aceea, autoritățile sunt interesate și de starea drumurilor. În anul 1722 a început lărgirea și amenajarea drumului care lega Bozoviciul de Mehadia, iar în anul 1736 începe construcția șoselei care face legătura între Bozovici și Oravița.

Toate aceste lucrări de amenajare a drumurilor s-au facut cu munca locuitorilor din zonă, ceea ce le-a înrăutățit în mod deosebit viața și i-a determinat pe mulți dintre ei să apuce calea haiduciei, mișcare ce s-a amplificat foarte mult mai ales în perioada războaielor austro-turce dintre anii 1737-1739. Mai mult de atât, localnicii au preferat să treacă de partea turcilor în conflictul armat cu austriecii.

Pentru a potoli populația, austriecii au constituit corpul așa numiților "plăieși", localnici semi-militarizati. Creșterea importanței corpului de plăieși a determinat pe împărăteasa Maria Tereza (1740-1780) să mărească numărul acestora și a dispus ca să se zidească la Bozovici o cazarmă cu scopul ca să se cazeze plăieșii în timpul instruirii și serviciului.

Construcția Cazărmii s-a făcut între anii 1745-1750, prin robota bozovicenilor și a satelor almăjene. Clădirea avea locuințe pentru căpitani, locotenenți, sublocotenenți, cadeți, plutonieri, furieri, felceri și preot. Pe langă acestea se adăugau 15 camere mari și 3 mai mici pentru soldați. La intrarea în cazarmă era o cameră de gardă și una pentru arest. Avea doua nivele pentru două companii de infanterie, doua pivnițe și grajd pentru 17 cai. Stilul arhitectural era de inspirație germană.

Acest corp al plăieșilor, ca instituție, a fost premergătoare celei militare grănicerești, care se înființează în anul 1773 Confiniul militar al Almăjului, cunoscut și sub numele de Granița. Până în anul 1780 compania de grăniceri de la Bozovici avea un efectiv de 566 soldați și 446 soldați socotiți semi-invalizi. Comandantul divizional al companiilor de la Prigor și Bozovici avea sediul la Bozovici.

În anul 1787 apare legea grănicerească "Sistemul Verandung", ce modifică organizarea regimentului grăniceresc, și Almăjul devine "cerc militar" în frunte cu un maior sau căpitan, cu un sublocotenent și un stegar, cu sediul la Bozovici, unde era și sediul Companiei a II-a a regimentului, de care aparțineau satele Bănia, Gârbovăț și Prilipeț.

Cele doua companii de grăniceri de la Prigor și Bozovici, care aveau un efectiv de peste 1000 de oameni, au fost cuprinși în batalionul I "de linie" al regimentului grăniceresc și conform ordinului Consiliului Aulic de Război nr. 19.146 din 9.VIII.1793 au plecat spre frontul Rinului, stând până în 1796 și s-au distins la apărarea localității Weissenburg.

Apoi granicerii almăjeni vor lupta în nordul Italiei contra lui Napoleon Bonaparte în bătăliile cele mai importante.
La campania din 1809 participă din nou grănicerii almăjeni, inclusiv la marea bătălie finală, cea de la Wagram, (5-6 iulie 1809), în cadrul unitaților austriece conduse de generalul Francisc Graf de Kolleredo. Apoi în anul 1812 vor fi din nou mobilizați, de data aceasta pentru campania din Rusia, alături de Napoleon contra rușilor, participând ca trupe de pază în Boemia.
După dezastrul din Rusia grănicerii au participat și la Bătălia popoarelor de la Leipzig, din 16-19 octombrie 1813.
După încheierea păcii la Congresul de la Viena din 1815, pentru grăniceri a venit o perioadă destul de lungă de pace, până în 1848. După anul 1838 apar trei companii, la Dalboșeț, Bozovici și Prigor care fac parte din batalionul I al regimentului și vor participa la evenimentele din 1848-1849.

O nouă încorporare a grănicerilor almăjeni a avut loc in primăvara anului 1849, la apărarea cetății Timișoara, asediată vreme îndelungată de trupele generalului Bem.

Numeroasele razboaie duse de Austria în secolele XVIII-XIX, au angrenat și participarea grănicerilor bozoviceni, unii dintre ei s-au afirmat și remarcat atât de mult încat au fost avansați până la gradul de general.

Cele trei companii de grăniceri din Almăj aveau în sarcină, după ce s-au facut măsurătorile, conscripțiile și cărțile funciare, administrarea politică nu numai militară a Almăjului.

În anul 1862 a apărut legea comunală prin care administrația comunelor s-a desprins de cea militară, având o structură organizatorie proprie.

La sfârșitul secolului al XIX-lea și începutul secolului XX sunt semnalate primele încercări directe de maghiarizare din partea autorităților maghiare, dar localnicii din Bozovici au reacționat prin acțiuni de protest directe sau indirecte.

Din anul 1913 toate satele din Valea Almăjului vor primi denumiri ungurești, dar acest lucru nu va dura mult pentru că va veni anul 1918, când stăpânirea maghiară va dispare.

Primul Război Mondial a prins comunitatea din Bozovici din plin, și ca participare și ca sacrificii. La sfârșitul lunii iulie 1914 au fost mobilizați almăjenii, în număr de 6614 soldați. Din cei 3408 locuitori câți avea Bozoviciul la începutul războiului, 980 au plecat pe front. Din acestia 108 au murit și 21 au rămas invalizi. Numele celor care au jertfit propriul sânge în acest război, este înscris pe crucea comemorativa din comuna Bozovici.

În octombrie 1918 era clar că Austro-Ungaria va pierde războiul. La fel ca în toată Transilvania, și în Banat, nu mai exista autoritate austro-ungară.

La Marea Adunare Națională de la Alba Iulia va participa și locotenentul bozovicean Grigore Mihăiuț, dar ca reprezentant militar al orașului Lugoj. În această calitate își va depune semnătura pe actul istoric de la Alba Iulia la 1 decembrie 1918. Comuna Bozovici și locuitorii ei au sărbătorit, cu mare bucurie și emoție, actul de la 1 decembrie 1918 și evenimentele care l-au urmat.

În perioada interbelică comuna Bozovici a avut un reprezentant pe scena politică românească. Acesta a fost Iancu Conciatu, ca membru în Partidul Național Liberal, a ajuns deputat în Parlamentul României, la alegerile din 1922 și 1927, reușind să facă lucruri bune și pentru bozovicieni, înființând Banca "Almăjul" și a impiedicat intenția Uzinelor și Domeniilor Reșita de a pune stăpânire pe pădurile de la Poneasca, Cusec, Gabriac și Liciovasea, iar pentru mai multă siguranță le-a trecut în proprietatea localității Bozovici ca izlazuri.

Viața economică, socială, politică și culturală de la Bozovici a decurs normal și chiar a prosperat în anumite domenii în deceniile care au urmat primului război mondial, dar această situație va fi întreruptă de apariția norilor negri ai următorului război mondial, Al Doilea Război Mondial.
 
Începând cu seara zilei de 26 septembrie 1944 și continuând cu zilele de 27-29 septembrie, târgușorul Bozovici, reședința de plasă, a fost teatrul celui mai crâncen război din Banat. Trupele hitleriste au luptat cu disperare, baricadându-se prin casele locuitorilor și în cazarmă. Ca să-i poată scoate din dispozitivul lor de luptă, ostașii nostri au folosit focuri de artilerie și de branduri și au purtat lupte de stradă, luptând cu grenadele și cu baioneta. Mitraliera instalată în turnul bisericii ortodoxe a fost luată cu asalt, fiind cel mai greu asalt al armatei noastre. Aici și la asaltul cazărmii s-au înregistrat cele mai grele pierderi umane.

În ziua de 30 septembrie 1944, inamicul a fost complet lichidat în Almăj, pierzând numai în jurul Bozoviciului 8 tunuri, 45 care blindate, armament și multă muniție.

Tot în ziua de 30 septembrie 1944, în vreme ce se întorceau de pe la sălașe, locuitorii din Bozovici și din satele din jur, flăcări imense mistuiau cazarma  din Bozovici, cu arhivele militare de pe vremea Graniței, ale Judecătoriei, ale Percepției și cu întreaga "Carte Funduară" a satelor almăjene. Au mai ars: clădirea cu etaj a Primăriei din Bozovici, cu toată arhiva, apoi arhiva Preturii, oficiul poștal, secția și postul de jandarmi, Fromageria Almăj, magazinele negustorilor Bîrsan, Schuster, Radivoievici, Staschek. Alte 50 de case ale localnicilor și alte câteva sute au suferit distrugeri parțiale.

După terminarea războiului, mulți copii și chiar adulți au căzut victime ale minelor așezate în curtea Cazărmii de hitleriști pentru a arunca în aer comuna Bozovici, mine rămase neexplodate.

După 1945 viața locuitorilor din Bozovici nu a mai fost tulburată de evenimente majore precum războaiele mondiale.

Dupa 1990 comuna Bozovici și-a păstrat, din punct de vedere administrativ, statutul de localitate rurală mare, cu avantajele (mai multe) și dezavantajele care decurg din acest fapt, iar din punct de vedere politic se înscrie în cursul întregii societăți românești, cu tendințe locale vizibile spre democratizare, modernizare și deschidere spre Europa de Vest.

## Populația
Cadrul geografic în care se situează Bozovici este suficient pentru a fi doar un argument pentru ca acest loc să fie locuit.

Vestigiile arheologice ne dau indicii că zona a fost locuită din epoca bronzului și din vremea daco-romanilor. Colonizarea din timpul romanilor a fost mai puțin intensă în Depresiunea Almăjului datorită căilor de acces mai dificile spre zona respectivă. Din perioada năvălirii populațiilor migratoare aflăm că localnicii nu au fost influențați prea tare pentru că au găsit suficient refugiu în pădurile din apropiere, trăind în așa numitele "predii" din poieni.

Dupa retragerea turcilor și cucerirea Banatului de către austrieci, în Bozovici apar primele populații străine, mai ales de origine germană, aduse de imperialii austrieci. Pe lângă coloniștii de origine germană au fost și cei de origine cehă, pemi cum sunt numiți în zonă.

Dacă unii coloniști aduși de Habsburgi la Bozovici nu au rezistat din cauza climei, și au părăsit zona, acest fapt arată că adaptarea la mediu o aveau doar băștinașii, care prin tot ce au făcut de-a lungul vremurilor, au dovedit încă o dată că omul sfințește locul și îi îmbogățește farmecul natural.

Evoluția populației din punct de vedere numeric a fost, în general, ascendentă, cu excepția unor perioade când populația a fost în stagnare sau chiar în scădere.

Bozovicenii au dovedit de-a lungul secolelor că sunt puternic înfipți în glia strămoșească a locurilor în care s-au născut și au trăit. Nu au părăsit-o nici atunci când, spun bătrânii, datorită lipsurilor acute generate de războaie, au fost nevoiți să-și mănânce propriile opinci, pe care le-au fiert.

În 1718 se face primul recensământ sau conscripție a gospodăriilor, astfel la acea dată în Bozovici erau 82 de case. În 1736 erau 83 de case. O nouă conscripție are loc în anul 1749, și în Bozovici sunt 120 de case.

Conform unei statistici din 15 ianuarie 1757, făcute de Episcopia Vârșețului, pentru satul Bozovici se constată un numar de 126 de case.

În anul 1773, când localitatea a fost militarizată, erau 232 de case, iar numarul celor care erau apți pentru a face serviciul de grănicer era de 212, în 1774 se aflau 250 case (familii) de ortodocși și 96 de familii de romano-catolici.

În anul 1791, când s-a făcut o nouă conscripție, la 27 decembrie, necesară datorită războaielor, situația demografică era de 1302 locuitori, din care 697 bărbați și 605 femei. Saltul numeric al populației între cele două recensăminte este urmarea politicii demografice duse de austrieci.

În 1800 erau 212 comunioane la Bozovici. Un comunion era o comunitate familială dintr-o gospodărie și care grupa toate persoanele care munceau împreună și posedau în comun bunurile, ascultând de sfatul celui mai bătrân, care era considerat capul comunionului.

În perioada existenței Graniței, au fost câteva elemente cu caracter pozitiv pentru populația localității. În primul rând, o dată cu măsurătorile cadastrale, s-a fixat vatra satului, cu sistematizarea străzilor și a caselor în ordine liniară, iar casele au primit numere duble, unul prin numerotarea normală, liniară, altul al companiei militare grănicerești.

Recensămintele sau conscripțiile se făceau periodic din șașe în șașe ani, în timp de pace, pentru a avea sub control mișcările demografice, mai ales pentru grăniceri. Potrivit conscripției anilor 1836-1842, populația de la compania din Bozovici era de 2600 de suflete. Nu erau recenzați străinii din Bozovici, iar pentru țigani s-a stabilit că pot să-și facă locuințe mici din lemn, dar numai la marginea satului.

În punctul central s-a fixat centrul civic cu clădirile cele mai importante, adică primăria, biserica, școala.

La desființarea Graniței, în 1872 numărul locuitorilor au urcat la 3175, aceștia locuiau în 322 de clădiri și pe un teritoriu de 21569 de jugăre și 1600 de stînjeni, iar la sfârșitul secolului în 1900 erau 3974 locuitori, din care 3557 români și 467 de alte naționalități.

Începutul secolului XX aduce un spor al populației până în anul 1910 care este de vârf în sensul că atunci în Bozovici trăiau 6010 locuitori, iar după această dată, până în 1966, populația a scăzut până la 4687 locuitori.

După anul 1990 numărul locuitorilor a scăzut în mod constant, din două mari motive: spor natural redus sau chiar negativ și emigrarea populației spre alte zone.

În anul 2006 comuna Bozovici avea un număr de 3222 de locuitori care trăiesc în 950 de case.

Din punct de vedere al densității locuitorilor, cifra este de 24-25 de locuitori pe un kilometru pătrat, fiind cu mult inferioară mediei pe țară, datorită suprafeței mai mari a comunei.

Raportul dintre decedați și botezați pentru anul 2005 este de 38 decedati la 24 botezați.

Din punct de vedere al raportului numeric al populației după sexe, în toate recensămintele, este ușor în favoarea sexului feminin (50,1-51,8% în favoarea femeilor).

Standardul în ce privește condițiile de locuit, a crescut în ultimii 20 de ani, locuitorii din Bozovici beneficiind de utilitățile moderne oferite de începutul mileniului trei, iar majoritatea clădirilor sunt în stare buna și foarte bună. Există încă în stare foarte bună case care au fost construite după stilul arhitectonic austriac, cu bolte din cărămizi, zidarii au fost școliți la Budapesta.

Pe raza comunei sunt și în prezent așezările "sezoniere", în termeni locali colibe care servesc exclusiv la creșterea animalelor. Multe din aceste așezări sunt acum în stare avansată de degradare, fiind și părăsite. În perioada interbelică erau și așa numitele "colibe mutătoare", folosite de ciobani și în general crescătorii de vite.

Dacă în deceniile trecute, aceste colibe aveau tendința de a se permanentiza, acum la început de mileniu trei, nu mai prezintă același interes din partea localnicilor. Un motiv este faptul că tinerii nu sunt atrași de acest fel de viață, nici măcar temporar.

## Economia
Domeniile principale de activitate care au marcat întreaga evoluție economică a localității sunt:

- agricultura, ramură care a fost prezentă din totdeauna în viața localnicilor, prin cultivarea pământului, pomicultură și creșterea animalelor.

- exploatarea lemnului din pădurile care înconjoară Bozoviciul.

- mineritul, mai ales carbunele.

Îndeletnicirile meșteșugărești au existat dintotdeauna la Bozovici, dar în perioada interbelică se ridică la statutul de meserii.

Pentru o populație care practica intens agricultura, era nevoie de fierari, rotari, potcovari, cojocari, curelari, opincari, măcelari, croitori. În afară de aceste meserii mai erau la Bozovici tâmplari, dulgheri, zidari, lăcătuși, tinichigii, vopsitori, pantofari, brutari, cofetari, turtari.

În afară de aceste exemple, au fost oferite și altele de către Franz Spravil, pentru perioada interbelică: ceasornicari, curelar de harnașamente, fotograf, croitorie țărănească, morar, moară cu energie electrică, cârciumari, căldărar, potcovar, sticlar, farmacist, comercianți, dogari, frizeri, avocați, pietrari pentru monumente funerare, proprietari de cazane pentru țuică.

Diversitatea acestor meserii arată faptul că localnicii se orientau după nevoile pieței.

În prezent se mai practică puține dintre meseriile tradiționale. Cazane pentru producerea țuicii sunt acum în număr de 5, iar mori pe apă 3.

Localitatea Bozovici este singura din România care are două ocoale silvice ("Bozovici" și "Nera"), pentru că beneficiază încă de o rezervă importantă de masă lemnoasă (11458 hectare de pădure).

Localitatea dispune de o rețea de electricitate de 15,5 km lungime, o rețea telefonică de 26,5 km cu o clădire modernă. Alimentarea cu apă potabilă este asigurată de o rețea de 20 km lungime.

### Potențialul turistic
- Turismul, pentru economia locală ar putea avea un loc deosebit de important pentru că există căi de acces spre Bozovici, există un hotel, deși trebuie reabilitat în mare parte.

Potențialul turistic al zonei Bozovici este imens prin peisajele extraordinare, pădurile, râurile și pârâurile, lacurile, vânatul (sportul numărul 1 din Bozovici), fauna piscicolă, și nu în ultimul rând ospitalitatea almăjanului. De la cascada Bigăr (lângă paralela de 45 de grade) și până la Cheile Nerei, turistul bine îndrumat mai poate vedea păstrăvăria de pe Valea Minișului, pădurile seculare, morile de apă de la Rudăria (complexul mulinologic cel mai reprezentativ din România și cel mai mare din sud-estul Europei, intrat în patrimoniul european), barajul și lacul de pe valea pârâului Poneasca, lacul din spatele barajului de pe Valea Minișului, Poiana Gosnei.

Pentru străinii care calcă pentru prima dată aceste locuri, impactul este formidabil, rămânând profund impresionați.

Drumul de la Steierlak la Bozovici, stânci se înalță până la cer, de o frumusețe fără pereche, cu izvoare de susur de cascade, această lucrare de artă trece prin păduri înfrunzite. Uimitor și grandios prin frumusețile tectonice, această regiune poate concura cu cele mai romantice regiuni din Elveția și Tirol.

Aceste locuri, cu o frumusețe de parcă însuși creatorul suprem le-ar fi desenat spre contemplare, merită văzute și admirate nu numai de localnici, spre avantajul tuturor.

## Cultura
Din anul 1958 în Bozovici funcționează un liceu sub titulatura LICEUL "EFTIMIE MURGU" din Bozovici. În anul 2008, pe data de 9 mai, s-au celebrat la căminul cultural din localitate, 50 de ani de învățământ liceal la Bozovici.
Biserica din Bozovici a fost terminată în jurul anului 1805. Este o biserică reprezentativă a Almăjului în stil baroc. În prezent preot paroh la parohia 1, este preot Cherescu Ion, iar la parohia 2 preot Grecu Vasile.

### Corul vocal greco-ortodox român din Bozovici
În 1990, învățătorul Marin Jurchescu preia alături de Marin Ruva, conducerea corului bisericesc reușind în numai trei luni să parcurgă și să învețe cu coriștii întreaga Liturghie, precum și alte cântece religioase (colinde sau piese precum "Lăudați" - priceasna - sau "Îngerul a strigat", ambele de Ciprian Porumbescu)

La 20 ianuarie 1990, Corul avea urmatoarea componenta:

Tenor I: Bololoi Nicolae, Borlovan Florea, Cătană Ion, Cîrpan Marian, Goșa Ion, Marius Goșa, Herac Ion, Ioana Gheorghe, Izvernaru Ion, Izvernaru Petru, Miloi Ion, Miloi Gheorghe, Oprea Simion, Piescu Ion, Pitic Nicolae, Popiști Ion, Șuta Ilie

Tenor II: Bihoi Vasile, Chetrinescu Iancu, Chetrinescu Marin, Ciocu Gheorghe, Cialma Petru, Ignea Vasile, Marcea Mihai, Matei Petru, Matei Vasile, Mavrea Pavel, Piescu Nicolae, Piescu Pavel, Preda Florea, Ruva Mihai, Tuculia Marius, Tudor Vichente, Vrabete Mihai

Bariton: Cojocaru Vasile, Conciatu Ion, Matei Marin, Miloi Petru, Pîșlea Gheorghe, Pîșlea Nicolae, Ruva Mihai, Ruva Ion, Stanciu Nicolae, Stanciu Pavel, Tuculia Ion, Tuculia Marin, Verindeanu Ion

Bas: Aldescu Gheorghe, Aldescu Pavel, Ciocu N. Iovan, Conciatu Marin, Florea Pavel, Iovan Mihai, Iovan Nicolae, Jura Ion, Mihăiuți Adrian, Mihăiuți Ion, Mihăiuti Ionuț, Pavel Florea, Piescu Iancu, Ruva Marin, Sima Ion, Tudu Vichente, Tutunaru Grigore

### Steagul Corului bisericesc
Steagul Corului - 1898, refacut la 1907 și 1967-, păstrat în biserică.

Este confecționat din mătase albastră, încadrat în chenar de franjuri din fir galben.

Se desface în 4 colțuri, cu două margini e prins de lance care la rândul său este frumos strunjită în lemn de frasin și se desface în două bucăți, printr-un filet metalic; în vârful lăncii are o harfă metalică (alamă galbenă) și de ea este legată o năframă pe care este scris numele preoților, al dirijorului corului și coriștilor din anul 1967. Celelalte două margini ale steagului au la capete două mari găitane din fir auriu.

Pe fața întâi a steagului este scris cu litere din fir auriu, Ție se Cuvine Cîntare Dumnezeule, în mijloc este imaginea Mântuitorului Iisus Hristos pe norii cerului ținând în mână un steag care în capătul lăncii are semnul crucii (reprezentând a doua venire a Mântuitorului) și este lucrat în relief pe goblen în culori foarte vii (roșu, alb, crem și albastru). Sub aceasta sunt înscriși tot cu litere din fir auriu, anii 1898-1907-1967.

Pe fața a doua a steagului, cu litere din fir auriu, este scris: "Corul vocal bisericesc greco-ortodox român Bozovici" în mijloc fiind reprezentată, din fir auriu, harfa, ieșită în relief, încadrată în frunze de stejar tot din fir auriu. Jos este scris 1898-1907.

## Sport
În Bozovici activează o echipă de fotbal în liga 4, Nera Bozovici.

## Administrație
Administrativ, actuala comună este alcătuită din Bozovici, localitatea de reședință, satul Prilipeț și cătunele Valea Minișului și Poneasca.

În tradiția localnicilor, Bozoviciul este împărțit în patru părți (cartiere), care poartă și astăzi vechile denumiri:

- Centrul comunei
- Luncaviș (in vest)
- Dubaucea (in nord)
- Golibreg, sub poala dealului Crîst (in sud)

Primarul comunei Bozovici este Stoicu Adrian Sergiu.